# Valiraptor namibiensis
Valiraptor namibiensis là một loài ruồi trong họ Asilidae. Valiraptor namibiensis được Londt miêu tả năm 2002. Loài này phân bố ở vùng nhiệt đới châu Phi.